# Bahnstrecke Wilmington–Wilmington Junction
| Die Strecke auf einem MBTA-Netzplan. |                      |                                        |                                        |
| Streckenlänge: | 5,26 km              |                                        |                                        |
| Spurweite: | 1435 mm (Normalspur) |                                        |                                        |
| |                      |                                        |                                        |
| Gesellschaft: | MBTA                 |                                        |                                        |
| Mitbenutzung: | Amtrak, PAR          |                                        |                                        |
| \| \| \| von Boston \| \| \| \| 0,00 \| Wilmington MA \| Wilmington MA \| \| \| \| nach Lowell und Agamenticus (bis 1848) \| \| \| \| \| Bay State Street Railway (Main Street) \| \| \| \| ca. 3,2 \| Salem Street \| Salem Street \| \| \| \| von Boston \| \| \| \| \| von Wilmington (bis 1848) \| \| \| \| \| Verbindungsgleis (ab 1887) \| \| \| \| \| Verbindungsgleis (1850–1925) \| \| \| \| 5,26 \| Wilmington Junction MA \| Wilmington Junction MA \| \| \| \| Strecke Peabody–Tewksbury Junction \| \| \| \| \| Verbindung von Peabody \| \| \| \| \| nach Agamenticus \| \| |                      |                                        |                                        |
| Strecke |                      | von Boston                             | von Boston                             |
| Bahnhof | 0,00                 | Wilmington MA                          | Wilmington MA                          |
| Abzweig geradeaus und nach links |                      | nach Lowell und Agamenticus (bis 1848) | nach Lowell und Agamenticus (bis 1848) |
| Kreuzung (Querstrecke außer Betrieb) |                      | Bay State Street Railway (Main Street) | Bay State Street Railway (Main Street) |
| ehemaliger Haltepunkt / Haltestelle | ca. 3,2              | Salem Street                           | Salem Street                           |
| Strecke von rechts · Strecke |                      | von Boston                             | von Boston                             |
| Abzweig geradeaus und ehemals von links · Kreuzung (Querstrecke außer Betrieb) |                      | von Wilmington (bis 1848)              | von Wilmington (bis 1848)              |
| Abzweig geradeaus und von links · Abzweig ehemals geradeaus und nach rechts |                      | Verbindungsgleis (ab 1887)             | Verbindungsgleis (ab 1887)             |
| Abzweig geradeaus und ehemals nach links · Abzweig geradeaus und von rechts (Strecke außer Betrieb) |                      | Verbindungsgleis (1850–1925)           | Verbindungsgleis (1850–1925)           |
| Dienststation / Betriebs- oder Güterbahnhof · Bahnhof (Strecke außer Betrieb) | 5,26                 | Wilmington Junction MA                 | Wilmington Junction MA                 |
| Kreuzung (Querstrecke außer Betrieb) · Abzweig quer und nach links (Strecke außer Betrieb) |                      | Strecke Peabody–Tewksbury Junction     | Strecke Peabody–Tewksbury Junction     |
| Abzweig geradeaus und ehemals von rechts |                      | Verbindung von Peabody                 | Verbindung von Peabody                 |
| Strecke |                      | nach Agamenticus                       | nach Agamenticus                       |

Die Bahnstrecke Wilmington–Wilmington Junction (auch Wildcat Branch) ist eine Eisenbahnstrecke im Stadtgebiet von Wilmington in Massachusetts (Vereinigte Staaten). Sie ist 5,26 Kilometer lang und verbindet die Bahnstrecke Boston–Lowell und die in Wilmington Junction kreuzenden Strecken. Die eingleisige, normalspurige Strecke gehört der Massachusetts Bay Transportation Authority (MBTA), die im Berufsverkehr einige Vorortzüge in der Relation Boston–Haverhill über sie führt. Außerdem verkehren die „Downeaster“-Expresszüge der Amtrak von Boston nach Portland über die Strecke. Den Güterverkehr betreiben die Pan Am Railways.

## Geschichte
Bereits von 1836 bis 1848 bestand eine Eisenbahnstrecke von Wilmington nach Wilmington Junction. Sie war durch die Andover and Wilmington Railroad gebaut worden, die später in der Boston and Maine Railroad aufging. Die Boston&Maine musste für ihre Züge nach Boston die Hauptstrecke der Boston and Lowell Railroad mitbenutzen, was regelmäßig zu Verkehrsbehinderungen führte. Sie baute daher 1845 eine eigene Hauptstrecke über Reading nach Boston, die in Wilmington Junction von der bisherigen Strecke abzweigte. Die ursprüngliche Strecke nach Wilmington wurde daher stillgelegt.
1858 übernahm die Boston&Lowell die Betriebsführung auf der Bahnstrecke Peabody–Tewksbury Junction, die in Wilmington Junction die Boston&Maine-Hauptstrecke kreuzte. Um eine Querverbindung von ihrer eigenen Hauptstrecke zu dieser Bahn herzustellen, baute sie 1874 eine neue Bahnstrecke, die nicht das Trassee der stillgelegten Bahn, sondern eine weiter östlich gelegene Streckenführung verwendete. Sie ging am 2. Dezember 1874 in Betrieb. Die Strecke diente primär dem Güterverkehr, jedoch wurden auch einige Personenzüge von Boston nach Lawrence über sie geführt.
Ab 1887 oblag die Betriebsführung der Boston&Maine, nachdem sie die Boston&Lowell gepachtet hatte. Im August 1924 wurde der letzte Personenzug eingestellt, der die Strecke bis dahin noch befahren hatte. Erst 1959 fuhren wieder regelmäßig Personenzüge über den Wildcat Branch. Die Boston&Maine führte nun, wie schon bis 1845, ihre Vorortzüge nach Haverhill und die Expresszüge nach Maine über Wilmington. Ein neuer Haltepunkt wurde an der Salem Street eingerichtet, der jedoch nur von wenigen Zügen bedient wurde.
1976 übernahm die MBTA die Strecke und die Vorortzüge von Boston nach Haverhill. Expresszüge in Richtung Maine waren bereits seit 1965 nicht mehr gefahren. Bereits 1979 stellte sie den Personenverkehr auf der Strecke wieder ein und führte ihre Haverhill-Züge wieder über Reading. Einige Jahre später wurden einzelne Zugläufe dieser Relation im Berufsverkehr wieder über Wilmington geführt, um eine Überlastung der teilweise eingleisigen Strecke über Reading zu vermeiden. Den Güterverkehr übernahm 1983 die Guilford Transportation, die seit 2006 unter dem Namen Pan Am Railways firmiert. Seit 2001 betreibt die Amtrak den „Downeaster“, einen Expresszug von Boston nach Portland. Diese Züge fahren ebenfalls über Wilmington, um den Vorortverkehr auf der Reading-Strecke nicht zu behindern.

## Streckenbeschreibung
Die Strecke beginnt unmittelbar im Bahnhof Wilmington und biegt aus der Bahnstrecke Boston–Lowell in Richtung Norden ab. Sie überquert zunächst die Main Street, wo Anfang des 20. Jahrhunderts eine Überlandstraßenbahn von Boston nach Lowell entlangführte. Die Bahntrasse durchquert das Stadtgebiet von Wilmington fast geradlinig. Vor dem Bahnübergang der Salem Street liegt der frühere gleichnamige Haltepunkt. Der Bahnsteig ist noch vorhanden. Im weiteren Verlauf durchquert die Strecke ein Waldstück und erreicht den Knotenpunkt Wilmington Junction, wo sie in die Hauptstrecke der früheren Boston&Maine einmündet.

## Personenverkehr
Die Boston&Lowell führte mit Eröffnung der Strecke einen neuen Zuglauf ein, der von Boston über Wilmington, Wilmington Junction und Salem Junction nach Lawrence führte. 1881 fuhren auf dieser Relation zehn Züge. Auch nach der Übernahme durch die Boston&Maine wurde dieser Zuglauf beibehalten, jedoch stellte sie den Sonntagsverkehr ein. Nachdem mehrere Überlandstraßenbahnen in der Region eröffnet worden waren, wurden immer mehr Züge auf der Relation gekürzt, sodass 1901 nur noch vier, 1916 nur noch ein Zugpaar verkehrte. Im August 1924 wurde das letzte Zugpaar auf dem Wildcat Branch gestrichen.
Nachdem 1959 der Personenverkehr auf der Strecke wieder aufgenommen wurde, befuhren die Strecke werktags sechs Expresszüge in Richtung Maine und 16 Vorortzüge nach Haverhill. Sonntags fuhren fünf Express- und sieben Vorortzüge. Der Haltepunkt Salem Street wurde nur im Berufsverkehr in Stoßrichtung, das heißt früh in Richtung Boston, nachmittags aus Richtung Boston, bedient. 2010 verkehren montags bis freitags in Richtung Boston fünf Züge der MBTA über den Wildcat Branch. In Richtung Haverhill fährt nur ein Zug.